# Bruce Hubbard
Bruce Hubbard (1952-1991) fue un barítono afroamericano nacido en Indianápolis y fallecido en Nueva York por complicaciones producidas por sida.
Destacado intérprete del esclavo Joe en Show Boat y en Porgy and Bess en la Opera de Houston, el Festival de Glyndebourne y el Metropolitan Opera, actuó en la primera producción en Broadway de la ópera de Scott Joplin Treemonisha y en Covent Garden, la BBC y la Ópera de Santa Fe, Nuevo México.
Participó en la grabación integral de Show Boat de 1988 que incorporaba escenas omitidas, siendo el primero en grabar Ol' Man River con su controvertida letra original.
Grabó las Old American Songs de Aaron Copland, Porgy and Bess, Kismet, Street Scene, Girl Crazy, Centennial Summer y 1600 Pennsylvania Avenue. 
Actuó en el film The Cotton Club de Francis Ford Coppola en 1984 y en 1991 fue nominado para un Laurence Olivier Award al mejor actor por la versión londinense de Show Boat.
Murió de pulmonía en 1991 a los 39 años.

## Discografía de referencia
- Gershwin: Porgy And Bess / Simon Rattle, Haymon, Willard White, Harolyn Blackwell, Baker
- Kern: Show Boat / Mcglinn, Frederica von Stade, Hadley, Teresa Stratas.
- Weill: Street Scene / Mauceri, Josephine Barstow, Samuel Ramey, Reaux, Jerry Hadley
- Wright & Forrest: Kismet / Edwards, Masterson, Maxwell

- Datos: Q4977686